# Черноморский филармонический оркестр
Черноморский филармонический оркестр (рум. Filarmonica “Marea Neagră”) — румынский симфонический оркестр, базировавшийся в Констанце. Был основан в 1979 г. под названием Симфонический оркестр Констанцы, при этом основу коллектива составил камерный оркестр Камерата, состоявший, в основном, из студентов Бухарестской консерватории. В 1995 году получил новое название. В 2004 году оркестр был присоединён к оркестру Национального театра оперы и балета в Констанце, в то же время на его основе был создан Камерный оркестр «Чёрное море».
Оркестр широко гастролировал по Румынии и за её пределами, впервые отправившись в Испанию в первый год своего существования, а первое турне по США предприняв в 1984 году.

## Руководители оркестра
- Паул Стайку (1979—1989)
- Аурелиан Октав Попа (1989—1991)
- Раду Чорей (1991—2004)